# 立教大学大学院異文化コミュニケーション研究科・異文化コミュニケーション学部
立教大学異文化コミュニケーション学部（りっきょうだいがくいぶんかこみゅにけーしょんがくぶ）は、立教大学が設置する異文化コミュニケーション学部。立教大学大学院異文化コミュニケーション研究科（りっきょうだいがくだいがくいんいぶんかこみゅにけーしょんけんきゅうか）は、異文化コミュニケーション学を研究する立教大学の大学院異文化コミュニケーション学研究科。

## 概要

### 創成期

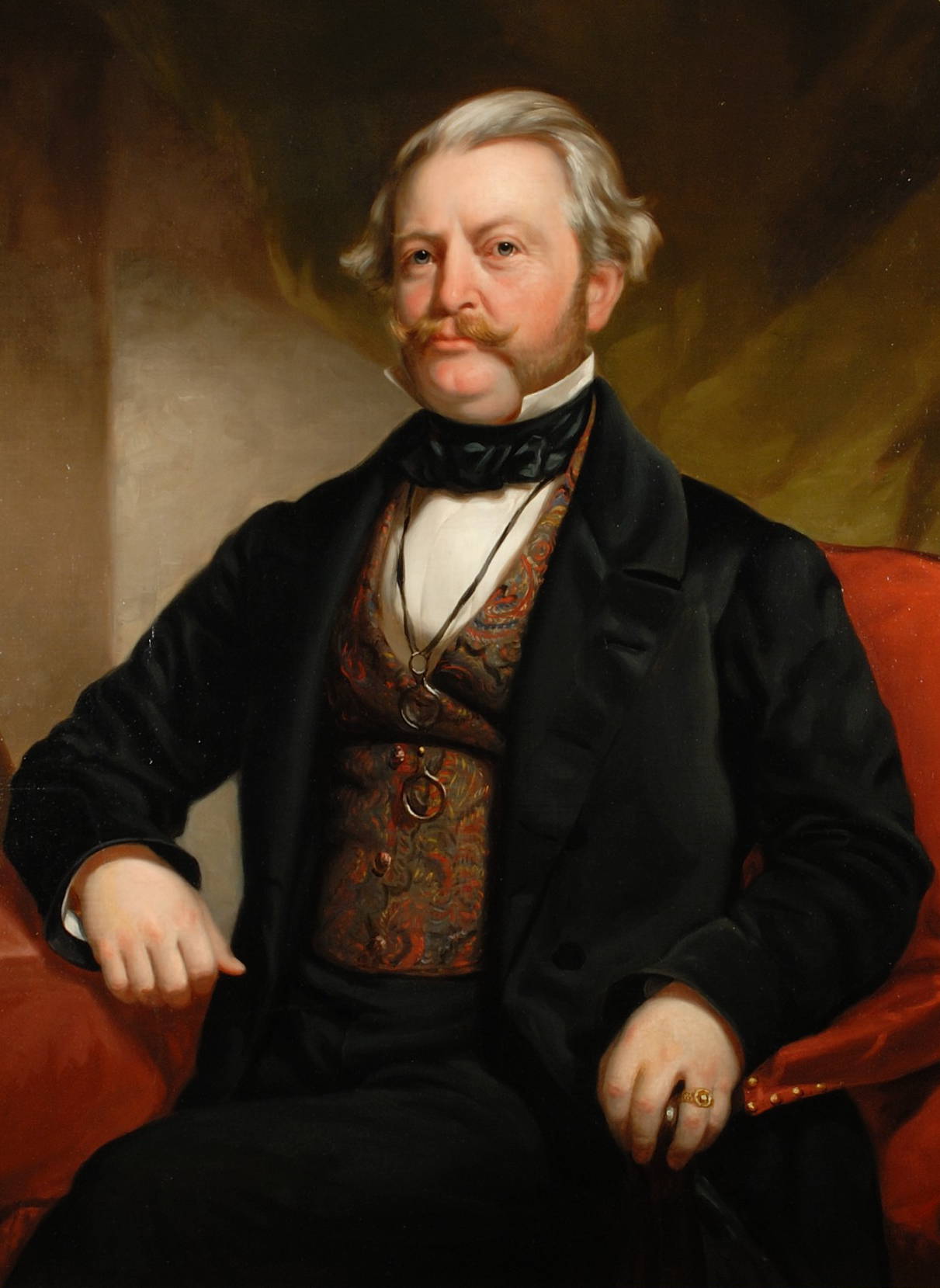
タウンゼント・ハリス（初代米国総領事／聖公会信徒）

立教大学異文化コミュニケーション学部は、2002年に設置された大学院異文化コミュニケーション研究科をベースとして、2008年に新設された立教大学の中でも新しい学部であるが、その歴史は幕末の長崎で創設された立教大学の源流である私塾に繋がり、長い伝統を有している。1859年（安政6年）に初代米国総領事タウンゼント・ハリス（聖公会信徒）の支援によって、江戸幕府の長崎奉行・岡部駿河守長常の要請により、プロテスタント初の宣教師であるジョン・リギンズとチャニング・ウィリアムズは、幕府の公式通事（唐通事）に英学を教える私塾を崇福寺広徳院に開設した。リギンズとウィリアムズは日本で先駆けとなる英学教育を行い、リギンズは『聯邦志略』を始めとする外国書籍の頒布や、日本の嚆矢となる英学会話書である『英和日用句集』を執筆し、現行のローマ字綴りを編み出した。
彼らに学んだ公式通事たちは外交官として活躍し、幕末から明治維新後において日本の外交の礎を築いた。

ウィリアムズの私塾で学んだ大隈重信や、副島種臣らはその後、外交で頭角を現し、明治政府の閣僚として活躍した。
リギンズに学んだ石橋政方（外務省官吏、英語教育者）は、1861年に英日対訳語彙集である「英語箋」を出版し、1876年（明治9年）には、アーネスト・サトウ（駐日英国公使、立教大学の父兄）と共著で『英語口語辞典』を編纂し、ロンドンで初版を出版した。その後、ハムデン（Hobart Hampden, E. M.）とパーレット（Harold G. Parlett）によって増補改訂版も出版され、日本の英学史に残る優れた辞書として、日本の英語教育と外国人の日本語教育に多大な影響を与えた。

異文化コミュニケーション学部は、異なる文化的背景を持つ他者を理解し、社会のあらゆる場面で課題解決に挑む人材を育てることを目的とするが、そうした人材像はイギリス公使パークスとの交渉を成功させた大隈をはじめとする明治維新で活躍した外交官たちの姿そのものであり、立教の源流の私塾での教育が今に受け継がれている。
また、大航海時代が成熟期を迎えていた1600年（慶長5年）に、日本に初めて来たイギリス人であるウィリアム・アダムス（三浦按針）も、ハリスと同じく立教大学を創設した聖公会の信徒であり、徳川家康の外交顧問と通訳を務めて英学を教え、西洋式帆船（ガレオン船）のサン・ブエナ・ベントゥーラの建造や平戸のオランダ商館の創設に尽力したほか、クローブ号（日本に初めて来航したイギリスの商船）で来日した聖公会信徒のジョン・セーリスとリチャード・コックスを支え、家康から朱印状を得て平戸のイギリス商館の創設に貢献するなど、日蘭、日英外交の懸け橋となった。
日本初のネイティブの英語教師であるラナルド・マクドナルドも、同じく聖公会の信徒であり、1848年（嘉永元年）に長崎・崇福寺の末寺である大悲庵に英会話教室を開いて幕府の公式通詞（阿蘭陀通詞）14名を教え、ペリー来航時に日本側通訳を務めた森山栄之助らが学んだ。
長崎の私塾とラナルド・マクドナルドが公式通訳を教えたように、異文化コミュニケーション学部のプログラム科目の中には、通訳・翻訳者養成プログラムも設けられている。同じくペリー来航時に通訳を務め日本の英語研究の基礎を築いた堀達之助もマクドナルドに学んだともされるが、堀達之助が編纂した日本初の英和辞典とされる『英和対訳袖珍辞書』は、大久保利通の孫で教授を務めた大久保利謙の旧蔵文庫として大学図書館に所蔵され、初版本がデジタル化されている。

### 立教大学校の創設
1883年（明治16年）に設立された立教大学校では、米国式カレッジ制を採用し、日本人が教えた訳読と数学を除いて教員は外国人で、授業のほとんどが英語で開講され、校長にはハーバード大学出身のジェームズ・ガーディナーが就いた。数学を教えた工藤精一（札幌農学校演武場／現・札幌市時計台の時計運用の始動者）も英語に通じ、1885年（明治18年）に英語学習書の『英語訓蒙』を出版するなど、明治期の英語教育の発展に寄与した。そうした英語と国際教育を通じて、朝日新聞社初代外報部長の米田實を始め、永井万助、岡本鶴松など同社外報部長を務めた20世紀前半の日本を代表するジャーナリストを輩出した。

### 東京英語専修学校の創設と海外留学
1897年（明治30年）には、卒業生の大倉本澄（旧制第六高等学校教授、ハーバード大学の外国人初の舎監）が東京・神田錦町にアーサー・ロイド（立教学院総理）など外国人教師11名を擁して、英学、英語教育に注力した東京英語専修学校（立教大学の前身校の一つ）を創設。同校には海外へ赴く者や実業家などが文部省検定試験に備える受験科も設置された。学生数が約500名の英語教育機関となり、英文通信の権威である小野秀太郎（朝日新聞社外報部記者、スタンダード・オイル通信員）を始め、多くの外事専門家や、グレン・W・ショー（聖公会のコロンビア大学出身）による日本文学作品の翻訳を支援した奈倉次郎（山口大学教授）らの英文学者を育てた。また、増田藤之助（早稲田大学名誉教授、日本の英文学の権威）に加え、アーサー・ロイドやジェームズ・ガーディナー（立教大学初代校長）も兼務で教鞭を執った東京専門学校（現・早稲田大学）からイェール大学に留学した関和知（内務大臣秘書官、衆議院議員、東京毎日新聞編集長）や渡部善次郎（松山高等商業学校第2代校長）らも東京英語専修学校に修学した。

立教は米国聖公会の海外伝道局が創設した学校であり、開設当初から外国人教員を主に英語教育を伝統的に精励してきたことから、海外へ留学するために立教で学ぶものが多かった。中でも初期の卒業生である元田作之進、杉浦貞二郎、須藤吉之祐らは、聖公会が創設したペンシルベニア大学やコロンビア大学に留学したほか、阪井徳太郎、岩佐琢蔵、木村重治など米国留学のために入学したものも多かった。1900年（明治33年）には築地の立教学院においてペンシルベニア大学の入学試験が行われるなどの連携もなされて、同大学へ多くの学生を送り出した。

### 先進的な英語教育
1925年（大正14年）には、英語発音練習カードを考案した岡倉由三郎（岡倉天心の実弟）が教授に着任し、翌年には日本初のラジオ英語講座（現・NHKラジオ英語講座）を担当するなど、英語教育の開拓者による先進的な英語教育が実施された。

### 異文化コミュニケーション研究科と学部の開設
大学院異文化コミュニケーション研究科は、立教大学と同じ聖公会の米国コロンビア大学大学院ティーチャーズ・カレッジ修士課程で英語教授法を修めた鳥飼玖美子（立教大学名誉教授）が2002年に創設し、初代研究科委員長を務めた。日本の英語教育の最前線を担う第一人者であった鳥飼は、1997年に立教大学大学教育研究部英語科教授に着任し、その後、観光学部教授を務める傍ら、2002年からは創設に尽力した大学院異文化コミュニケーション研究科教授を兼務した。2006年には、新設の経営学部国際経営学科教授となり、他学部へも先端的な英語教育の裾野を拡げ、2008年に異文化コミュニケーション学部が開設すると同学部の教授として、異文化コミュニケーション学、通訳学・翻訳学、言語教育論、言語政策論を専門に、新学部の初期メンバーとして英語教育の進展と拡充に尽力した。また、2004年から2010年まで、鳥飼は日本通訳翻訳学会会長を兼務している。
異文化コミュニケーション学部は学部としては立教大学のみに設置されている。学部の定員は立教大学の中では最も少なく、男女比率は女子が約7割と多数を占める。
学部2年次の学生全員が秋学期より「海外留学研修」を履修し、半年から1年間海外の大学に留学することになる。留学先はイギリス、アメリカ、フランス、ドイツ、スペイン、カナダ、台湾など選択肢が多い。また、他学部同様に英語に加えて第二外国語の履修が必修であり、フランス語、ドイツ語、スペイン語、中国語、韓国語の中から1つを履修する必要がある。旺文社大学受験パスナビ記載の偏差値は67.5で、入試難易度は早慶の下位学部より高く、MARCH最難関として知られる。

## 沿革
- 1600年 - ウィリアム・アダムス（三浦按針）が来日し、徳川家康の外交顧問と通訳を務めて英学を教え、平戸のオランダ商館やイギリス商館の開設に携わり、日蘭、日英外交が始まる。
- 1848年 - ラナルド・マクドナルドが江戸幕府の長崎奉行の要請で英語教室を開き、公式通訳（阿蘭陀通詞）14名に教える。（日本最初のネイティブの英語教師）
- 1859年 - タウンゼント・ハリスの支援のもと長崎奉行の要請でジョン・リギンズとチャニング・ウィリアムズが崇福寺に英学私塾を創設。
- 1860年 - リギンズが日本の先駆けとなる英学会話書を執筆し、現行のローマ字綴りを編み出す。
- 1870年 - ウィリアムズが大阪・川口の与力町に英学講義所（後の大阪・英和学舎）を設立。
- 1874年 - ウィリアムズにより東京・築地に立教学校が設立。
- 1883年 - 教育令による、立教大学校を設立（旧制大学）。工藤精一が教授に就任。
- 1887年 - 大阪・英和学舎が立教大学校と合併。
- 1896年 - 英語部を設置。
- 1897年 - 東京・神田錦町に東京英語専修学校を設立。
- 1907年 - 専門学校令により、立教大学と改称。
- 1922年 - 大学令により、再び旧制大学に昇格。
- 1925年 - 岡倉由三郎（岡倉天心の実弟）が教授に就任。
- 1949年 - 新制大学として認可。
- 2002年 - 大学院異文化コミュニケーション研究科を設置。
- 2008年 - 異文化コミュニケーション学部を設置。
- 2016年 - 専門科目を英語で学ぶ「Dual Language Pathway」を設置[30]。
- 2018年 - 異文化コミュニケーション学部設置から10周年を迎える。
- 2022年 - 大学院異文化コミュニケーション研究科設置から20周年を迎える。

## 学部・学科
- 異文化コミュニケーション学部
  - 異文化コミュニケーション学科

## 大学院
- 異文化コミュニケーション研究科
  - 異文化コミュニケーション専攻（博士前期課程・博士後期課程）

## 組織
- 異文化コミュニケーション学部長：丸山千歌[31]

## 主な教職員
（五十音順）
- 阿部治（立教大学異文化コミュニケーション学部教授）
- 池田伸子（立教大学異文化コミュニケーション学部教授、立教大学副総長）
- 李香鎮（立教大学異文化コミュニケーション学部教授、東アジア映画研究）
- 小山亘（立教大学異文化コミュニケーション学部教授）
- 久米昭元（立教大学異文化コミュニケーション学部教授）
- 高野孝子（立教大学異文化コミュニケーション学部教授、元ジャパンタイムズ編集局記者、特定非営利活動法人ECOPLUS代表理事）
- 鳥飼玖美子（立教大学名誉教授）
- 野田研一（立教大学異文化コミュニケーション学部教授）
- マーク・カプリオ（立教大学異文化コミュニケーション学部教授）
- 高橋正弘（立教大学異文化コミュニケーション学部非常勤講師、大正大学人間学部准教授）
- 橋元良明（立教大学異文化コミュニケーション学部兼任講師、東京大学大学院情報学環教授）
- 浜崎桂子（立教大学異文化コミュニケーション学部教授、異文化コミュニケーション元学部長）
- 福山桜子（立教大学異文化コミュニケーション学部講師）
- 丸山千歌（立教大学異文化コミュニケーション学部教授、異文化コミュニケーション学部長）